# Ventas (metrostation)
Ventas is een metrostation in het stadsdeel Salamanca van de Spaanse hoofdstad Madrid dat werd geopend op 11 juni 1924 en wordt bediend door de lijnen 2 en 5 van de metro van Madrid.

## Geschiedenis
Het station is geopend als oostelijk eindpunt van het eerste deel van lijn 2 aan de oostrand van de stad bij de Puente de Ventas. Behalve het station kwam hier ook het depot van de lijn dat bovengronds vlak ten oosten van de perrons werd gebouwd. De reizigersdienst op lijn 2 tussen  Sol en Ventas begon op 16 juni 1924. De hoofdingang van het station lag destijds aan de noordkant van de Calle de Alcalá tegen over de Calle de Almería, voor de uitstappers was er een uitgang op de westhoek van de Calle de Alcalá en de Calle de Julio Camba.
In 1920 was begonnen met de bouw van een nieuwe arena voor stierengevechten (Plaza de Toros) en de plattegrond van 1924 voorziet dan ook in een toekomstige ingang bij de arena. De beeldbepalende arena op het plein vlak ten noorden van het station werd in 1931 geopend. 
Op 21 januari 1962 waren de werkzaamheden voor de verlenging van lijn 2 aanleiding om verschillende tramlijnen ten oosten van de Puente de Ventas te verleggen. Net als het lijndeel Sol – Ventas werd deze verlenging gebouwd onder de Calle de Alcalá, de weg die de Puerta del Sol verbindt met Alcalá de Henares. Deze verlenging naar het oosten werd op 28 mei 1964 geopend met Ciudad Lineal als nieuw oostelijk eindpunt. 
In verband met de verlenging van lijn 5 van Callao naar het oosten werd onder het plein voor de arena een gemeenschappelijke stationshal voor beide lijnen gebouwd. De perrons van lijn 5 werden op 26 februari 1970 officieel geopend en de reizigersdienst tussen Ventas en Carabanchel begon op 2 maart 1970. 
De nieuwe stationshal betekende ook de sluiting van de toegangen uit 1924.
Op 20 juli 1970 werd het lijndeel van lijn 2 ten oosten van Ventas overgedragen aan lijn 5 en werd Ventas weer het oostelijke eindpunt van lijn 2. Dit bleef zo tot 16 februari 2007 toen lijn 2 naar het zuidoosten werd doorgetrokken. 

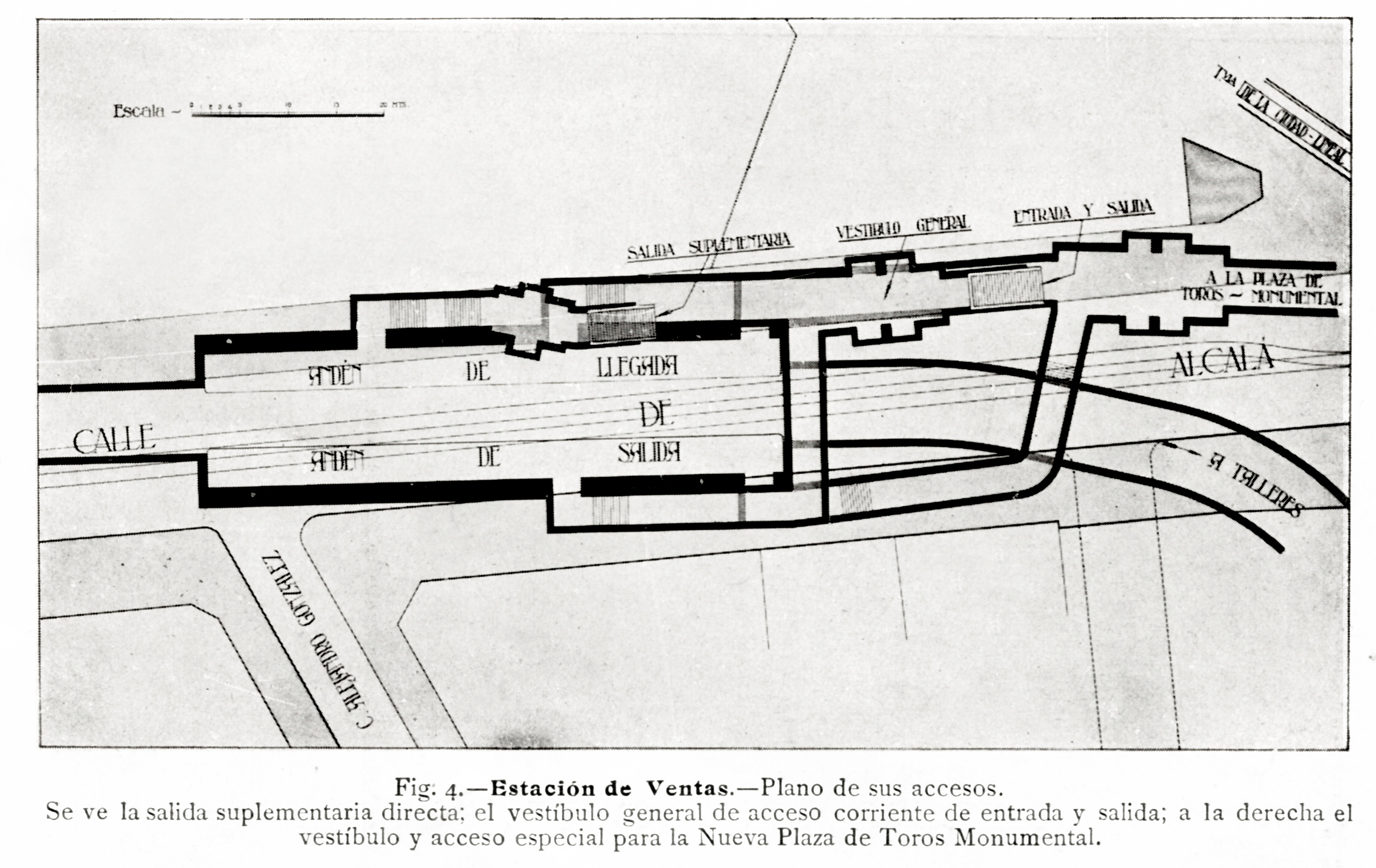
Plattegrond van het station bij de opening in 1924
Ligging van de metrolijnen bij Ventas sinds 16 februari 2007

## Ligging en inrichting
De twee toegangen tot het station liggen op het plein voor de arena en komen ondergronds uit aan de oostzijde van de stationshal. De stationshal is geheel afgewerkt met bakstenen wanden en kolommen met bakstenen bekleding. Achter de OV-poortjes ligt aan de noordzijde een reizigerstunnel naar de perrons van lijn 5. Iets lager langs de westwand van de stationshal ligt aan de noordkant een overstaptunnel van/naar het perron voor de metro's op lijn 5 naar het centrum. Aan de zuidkant is hier een reizigerstunnel naar de perrons lijn 2, waarbij de reizigers richting de stad via de toegangstunnel uit 1924 de sporen kruisen.
De westwand van de stationshal is opgesierd met een kunstwerk uit metalen platen dat elementen van het stierengevecht afbeeldt. De perrons van lijn 5 en de overstaptunnel zijn afgewerkt met gele wandbeplating. De perrons en reizigerstunnels van lijn 2 hebben, net als de stationshal, een afwerking met baksteen. Op het perron voor de metro's naar het oosten staat een kantoortje voor de stationschef. Dit staat op de plaats waar tot in de jaren 60 de reizigers het station verlieten via de uitgang op de westhoek van de Calle de Alcalá en de Calle de Julio Camba.  
Ten oosten van de perrons ligt een dubbelsporige verbinding tussen beide lijnen die tussen 28 mei 1964 en 20 juli 1970 door de reguliere dienst werd gebruikt. Daarnaast ligt er een aftakkend spoor naar het depot van lijn 2.

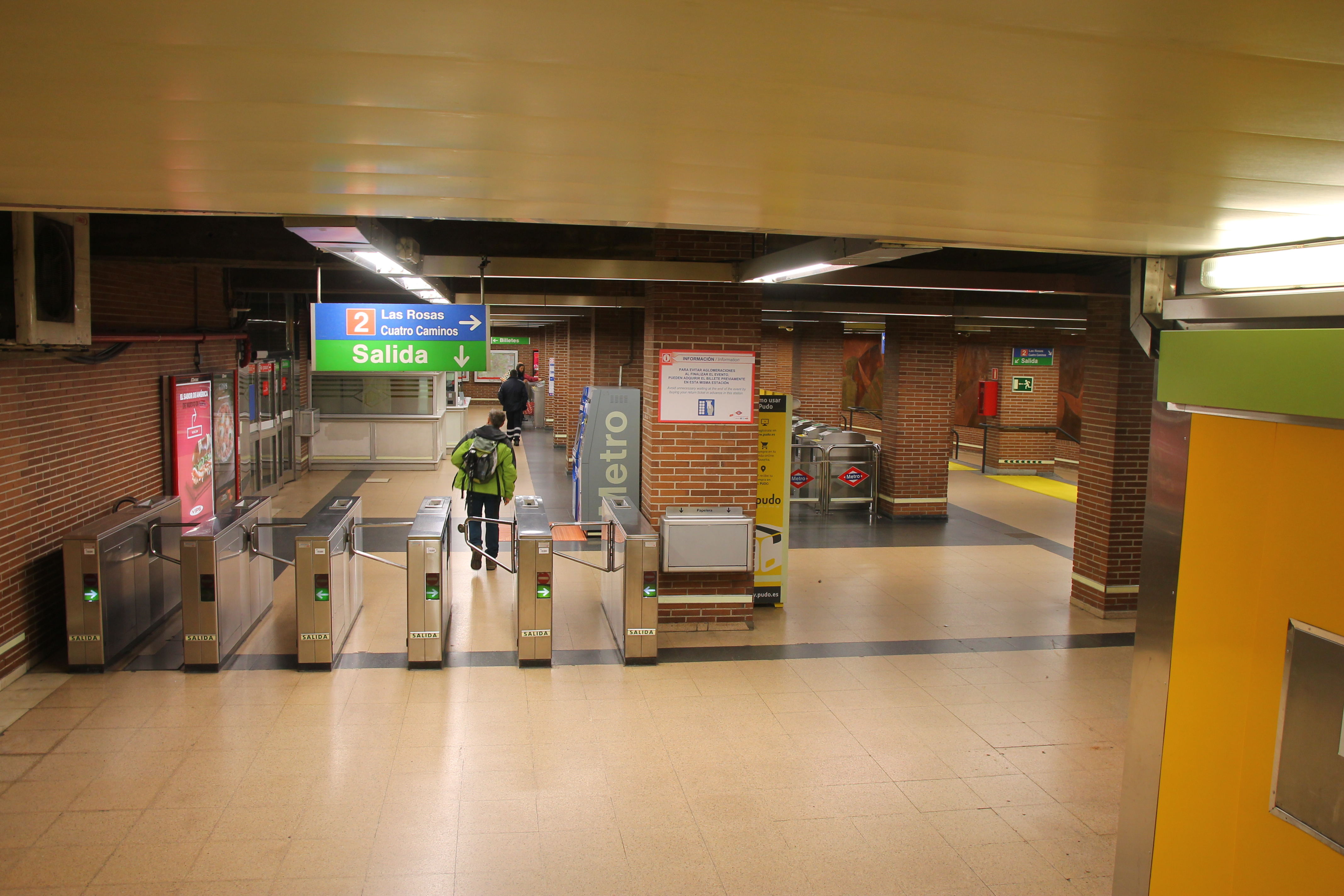
De stationshal gezien uit het noorden
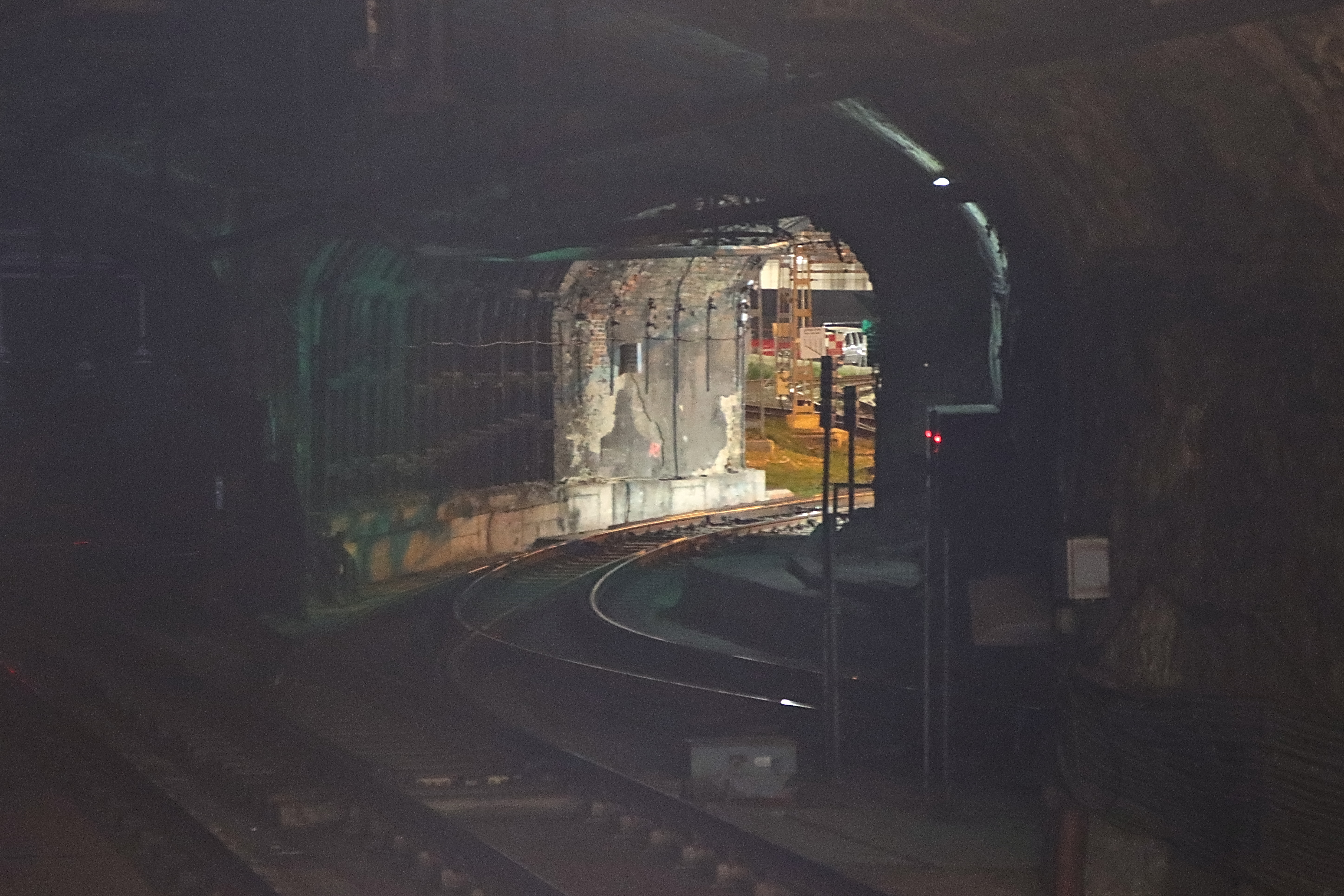
De aftakking van/naar het depot
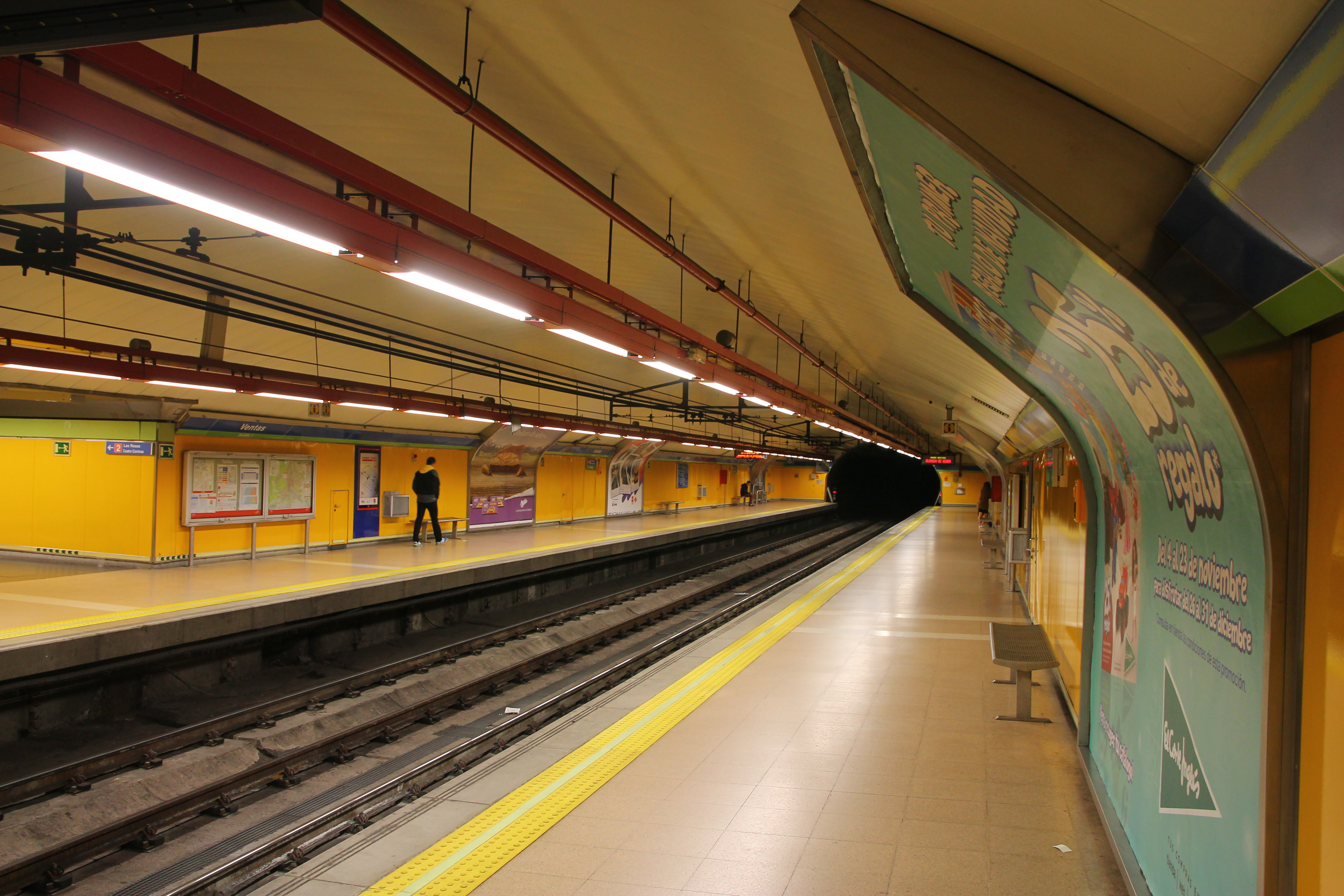
Sporen en perrons van lijn 5